# بوردن (کانزاس)
بوردن (به انگلیسی: Burden) شهری در ایالت کانزاس کشور ایالات متحده آمریکا است که جمعیت آن در سرشماری سال ۲۰۱۰ میلادی، ۵۳۵ نفر بوده‌است.